# Karl Wagner (Politiker, 1891)
Karl Wagner (* 25. Mai 1891 in Voigtstedt; † 25. Dezember 1965) war ein deutscher Kommunist und Gegner des Nationalsozialismus.

## Leben
Wagner wurde als Sohn einer Arbeiterfamilie geboren. Er engagierte sich bei der Novemberrevolution 1918 in Deutschland und den gewalttätigen Auseinandersetzungen im Februar 1919 in Hamburg. In Hamburg blieb Wagner bis 1920. Er war hier bei der Bahnpolizei Altona beschäftigt. Wagner ging dann nach Magdeburg, wo er 1923 der KPD beitrat und Leiter eines KPD-Stadtteils wurde. Ab 1924 war er gemeinsam mit dem Parteigenossen Wilhelm Bahnik im illegalen Nachrichtenapparat der KPD tätig. Nach Bahniks Verhaftung im Jahr 1925 übernahm Wagner die Leitung. 
Nach der Machtergreifung der Nationalsozialisten 1933 setzte Wagner seine Arbeit, wieder in Zusammenarbeit mit Bahnik, noch bis 1935 fort. Er arbeitete in Magdeburg für den Betriebsberichterstatter-Apparat, der für den sowjetischen Geheimdienst tätig war und Teil des KPD-Nachrichtendienstes war. Er lebte an der Adresse Mittagstraße 34 im Magdeburger Stadtteil Neue Neustadt. Als Beruf wurde Klempner angegeben. 1935 wurde Wagner, bedingt durch einen Verrat, verhaftet und im November 1936 vom Volksgerichtshof Berlin zu acht Jahren Zuchthaus verurteilt. Die Strafe verbüßte er im Zuchthaus Roter Ochse in Halle (Saale). Am 27. September 1943, dem Tag seiner Entlassung, wurde er von der Magdeburger Gestapo festgenommen und nach siebenwöchiger Schutzhaft im Magdeburger Polizeigefängnis in das KZ Buchenwald deportiert. Er gehörte hier der illegalen KPD-Lagerleitung an.
Nach seiner Befreiung 1945 kehrte er nach Magdeburg zurück. Im Juni 1945 gründete er mit Oskar Lehmann die Ortsgruppe der KPD in Magdeburg-Neue Neustadt neu. Von 1946 bis 1949 gehörte er der Kriminalpolizei, von 1949 bis 1955 der Hauptverwaltung zum Schutze der Volkswirtschaft bzw. dem Ministerium für Staatssicherheit der DDR (MfS) an.
Nach schwerer Krankheit verstarb er am 25. Dezember 1965.

## Ehrungen
Wagner erhielt den Vaterländischen Verdienstorden in Silber und die „Medaille für Kämpfer gegen den Faschismus“. Im Jahr 1979 wurde eine Straße in Magdeburg ihm zu Ehren als „Karl-Wagner-Straße“ benannt. Schon im Jahre 1976 wurde eine neu gebaute Polytechnische Oberschule im Magdeburger Neustädter Feld POS „Karl Wagner“ getauft. Nach dem Ende der DDR erfolgte bei beiden eine Umbenennung.